# 関藤次郎
関 藤次郎（せき とうじろう、1864年10月15日（元治元年9月15日） - 1931年（昭和6年））は、日本の商人（呉服商）、資産家、実業家。六十八銀行（現南都銀行）頭取。奈良瓦斯監査役。族籍は奈良県平民。

## 人物
大和国（現奈良県）出身。関藤右衛門の長男。1893年、家督を相続する。呉服商を営む。依水園の園内は前園と後園に分かれており、後園は藤次郎が作った築山式の池泉回遊式庭園である。住所は奈良県奈良市下御門町。

## 家族・親族
関家
- 男・信太郎[2]（1884年 - 1962年、奈良瓦斯創業者）
- 男・俊吉[2]（1888年 - 1961年、衆議院議員）